# 由布惟信
由布 惟信（ゆふ これのぶ）は、戦国時代から江戸時代初期にかけての武将。立花氏の家老で十時連貞、安東家忠、高野大膳らと並び立花四天王と称される。道雪七家老の第五座。立花氏時代の棚倉藩重臣。

## 生涯
由布惟巍の次子として誕生。元々は大友氏の家臣で豊後国速見郡湯布院城主であったのだが、戸次鑑連に付き従う際に兄・碁晨に家督を譲り、残りの人生を立花氏のために尽くす。「天資英邁にして剛毅也」と伝わる、立花道雪の重臣として六十五回の合戦に参加し六十五ヶ所の傷を受け一番槍、一番乗り、一番首は数知れず、感状は七十通ほど賜るなど武勇を誇った。家中に小野鎮幸と共に、立花道雪が孫子兵法の「奇正相生」を引用しての奇と正の両翼として立花双翼と称揚され、惟信は正の将を任じた。
天正8年（1580年）4月27日、博多津東分役職を任され、秀でた政治手腕を発揮した。
道雪の遺言で「戦場の地に甲冑着け埋葬せよ」との命に家臣共々が頭を抱えていた時に、殉死しようとする家臣を説得し丁重に埋葬した。道雪死後もその養子の立花宗茂を助け、慶長5年（1600年）の関ヶ原の戦いで西軍についたため改易された主君の宗茂に随従して江戸に赴いた。慶長8年（1603年）、宗茂が将軍・徳川家康に見出されて棚倉藩1万石に封じられると、江戸で将軍に近侍する宗茂に代わって、子の惟次と共に藩内の行政を担当した。奥州赤館で歿した。享年86歳。生涯三十数度の戦場で一度の負けもなかったという。

## 戦歴
天文15年（1546年）の秋月文種の一度目の謀反の時には、戸次鑑連に従い大友義鑑の命令を受け、佐伯惟教、臼杵鑑速、吉弘鑑理など大友諸将と共に筑前古処山城へ出陣、7月19日、同僚の安東連善と共に先登の戦功を挙げて感状を賜った。
天文23年（1554年)11月20日には、大友義鎮の命令を受けた鑑連に従って同僚の安東家忠、安東連忠、小野信幸らと共に豊後木原で埋伏、相良氏へ護送中の菊池義武を自害させることにも功を立てた。
弘治2年（1556年）小原鑑元、本庄新左衛門尉統綱、中村新兵衛長直（名は鎮信とも）、賀来紀伊守惟重らが起こした謀反（姓氏対立事件）で主君鑑連の出陣に従い、5月19日、同僚の高野大膳、高野九郎兵衛、足達左京、安東家貞らと共に奪斗比類なき働きをもって鑑連から感状を賜う。
弘治3年（1557年）には毛利元就と通じた秋月文種が二度と反乱を起こした。7月11日、再び先登の戦功を挙げて感状をもらった。同年の8月23日、筑紫惟門の討伐でも活躍して戦功を立てた。
永禄5年（1562年）7月13日には、豊前国大里において対毛利氏の柳浦の戦いに一番槍の戦功を挙げ、その騎馬疾駆や縦横馳突の活躍ぶりを敵味方とも驚かせたと伝わる。
永禄8年（1565年）5月、立花山崖下の戦いで立花鑑載配下の猛将・弥須図書助を討ち取って、友軍を鼓舞した 。
永禄10年（1567年）7月7日対高橋鑑種の宝満城・九嶺の戦い、8月14日対秋月種実の瓜生野の戦い、9月3~4日の休松の戦い、永禄11年（1568年）7月第二次立花鑑載討伐、8月対原田隆種の第一次生松原の戦い、永禄12年（1569年）5月対毛利軍の多々良浜の戦いなどでも奮戦した。
天正6年（1578年）の耳川の戦い以降宗像氏・麻生氏・原田氏や秋月種実、筑紫広門らと戦うことになる。
天正12年（1584年）の沖田畷の戦いで龍造寺隆信が討ち死にしたことにより、立花道雪は高橋紹運や朽網鑑康と共に筑後の支配を回復すべく戦い、道雪配下の備隊大将の１人として同僚の小野鎮幸らと共に数々の戦功を挙げる。。
道雪の歿後、立花家の跡を継ぐ立花宗茂に仕え、天正14年（1586年）8月島津軍と抗戦し、立花山城籠城や高鳥居城攻めなどでも殊功を立てた。
天正15年（1587年）宗茂が柳川大名になった際、3500石の俸禄を受領し、酒見城主となった。9月、肥後国人一揆討伐にも従軍、同じ老齢であった十時惟由と共に先鋒に任じられて、疾駆の勢いで敵を奇襲突破し、大田黒城攻めで再び一番乗りの戦功を挙げた。

## 系譜
- 父：由布惟巍（1509-1567）(永禄十年七月、宝満城の高橋鑑種討伐に参戦した後、十月九日に死亡。)
- 母：橘氏
- 室：由布下野守惟克の娘・妙雲(法名)
- 兄：由布碁晨 - 掃部介（永禄十二年五月十八日、多々良浜の戦いに戦死。）
- 子女
  - 男子：由布惟定 - 宮内丞（天正十二年十月二十八日、筑後草野氏の発心岳城攻めで戦死。）
  - 男子：由布惟次（1558-1633） - 五兵衛、七右衛門、美作守
  - 男子：由布惟紀 - 彦介（朝鮮派兵で戦死。）
  - 女子：田尻掃部介宗仙室